# Cmentarz katolicki św. Józefa w Bydgoszczy

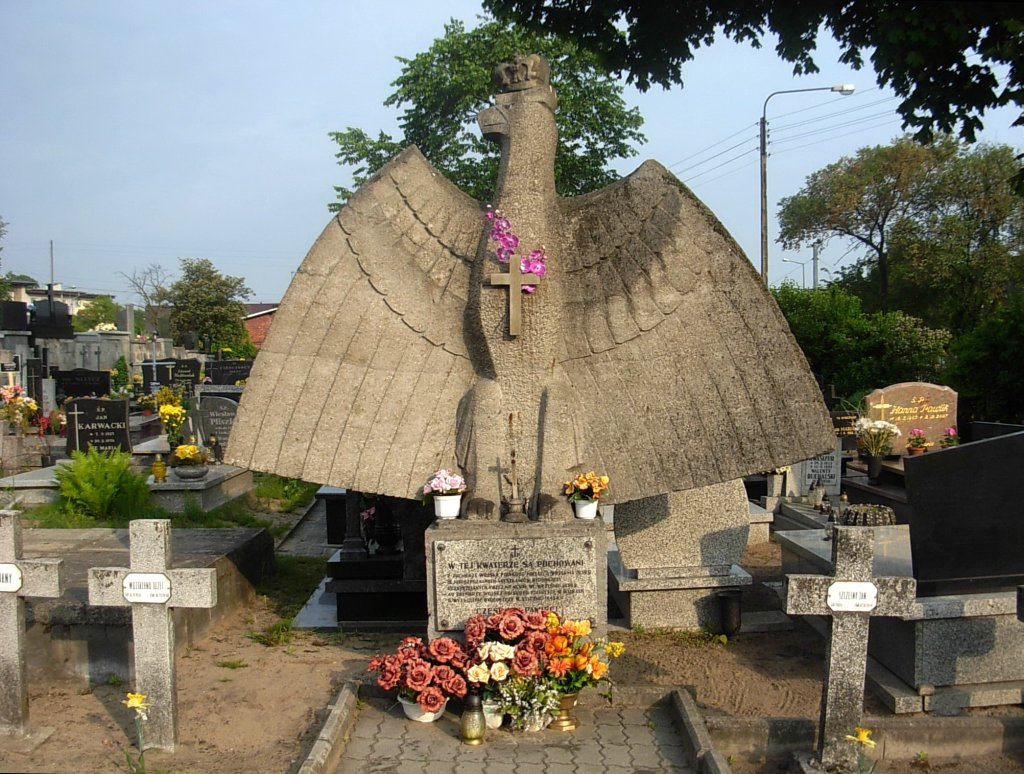
Pomnik na kwaterze żołnierskiej

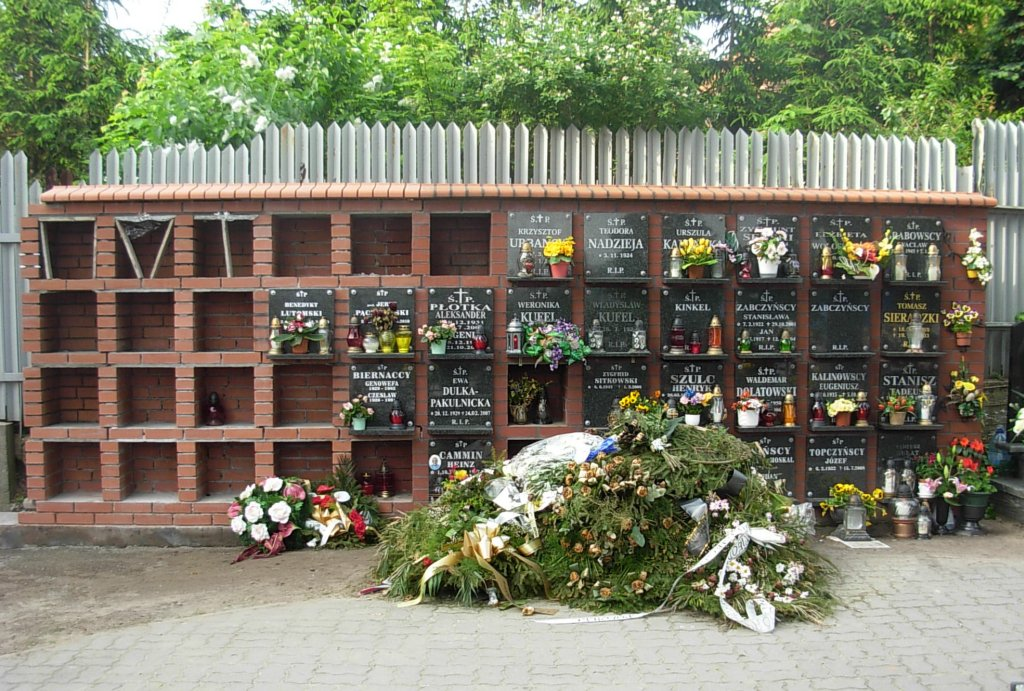
Kolumbarium

Cmentarz św. Józefa w Bydgoszczy – cmentarz katolicki w Bydgoszczy.

## Lokalizacja
Cmentarz znajduje się na osiedlu Kapuściska, między ulicami: Toruńską, Władysława Bełzy i Cienistą.

## Historia
Cmentarz powstał w 1822 roku dla potrzeb parafii kościoła ewangelicko-unijnego w Małych Bartodziejach. Chowano tu zarówno ewanegelików, jak i katolików. W latach 1903–1906 wzniesiono świątynię parafialną. W 1925 roku w księdze adresowej miasta cmentarz wymieniono jako ewangelicki.
Po zakończeniu II wojny światowej parafia ewangelicka przestała istnieć, zaś władze miejskie przekazały świątynię do użytku katolików. 1 października 1946 roku została erygowana parafia św. Józefa Rzemieślnika, zaś miejscowy cmentarz został przekazany w gestię służb komunalnych. W latach 40. XX w. założono na cmentarzu kwaterę poległych żołnierzy polskich i mieszkańców Bydgoszczy podczas II wojny światowej. Mieści ona zbiorowe mogiły 69 poległych.
Obecnie cmentarz należy do katolickiej parafii św. Józefa Rzemieślnika. Posiada też część komunalną ustanowioną w 1965 roku.

## Charakterystyka
Cmentarz posiada wymiary: 150 x 90 m i powierzchnię ok. 1,3 ha. Na jego terenie pochowanych jest ok. 3 tys. osób. Pochówki są możliwe jedynie na miejscu wcześniejszych grobów.

### Kwatera Żołnierzy Wojska Polskiego z II wojny światowej
Znajduje się po prawej stronie alei, prowadzącej od bramy wjazdowej przy ul. Toruńskiej. 
Kwatera jest oddzielona od pozostałej części cmentarza żywopłotem. Na jej froncie umieszczono na cokole betonową płaskorzeźbę stylizowanego orła. W kwaterze są pochowani: 
- 2 żołnierze Wojska Polskiego, polegli 3 września 1939 roku,
- 18 nierozpoznanych mieszkańców Bydgoszczy, rozstrzelanych przez Niemców we wrześniu 1939 roku,
- 49 żołnierzy Ludowego Wojska Polskiego, poległych w walkach o wyzwolenie Bydgoszczy w styczniu 1945 roku[4]

## Zasłużeni
Niektóre osoby zasłużone dla Bydgoszczy i regionu pochowane na cmentarzu:
| Osoba                 | Rok urodzenia | Rok śmierci | Uwagi |
| Jan Drzewiecki        | 1938          | 2006        | Pianista, aranżer, pedagog muzyczny, kompozytor, związany wieloletnią współpracą m.in. z Zespołem Estradowym Pomorskiego Okręgu Wojskowego Czarne Berety, Zespołem Pieśni i Tańca Ziemi Bydgoskiej, kabaretem Eksces Wieczorny, pedagog bydgoskiego Liceum Muzycznego i Akademii Muzycznej im. Feliksa Nowowiejskiego. |
| Aleksander Fedorowicz | 1971          | 2010        | Rodowity bydgoszczanin, pracownik Ministerstwa Spraw Zagranicznych w Warszawie, wicekonsul w Uzbekistanie, tłumacz języka rosyjskiego prezydenta Lecha Kaczyńskiego. Zginął w katastrofie polskiego Tu-154 w Smoleńsku.                                                                                                |

## Galeria

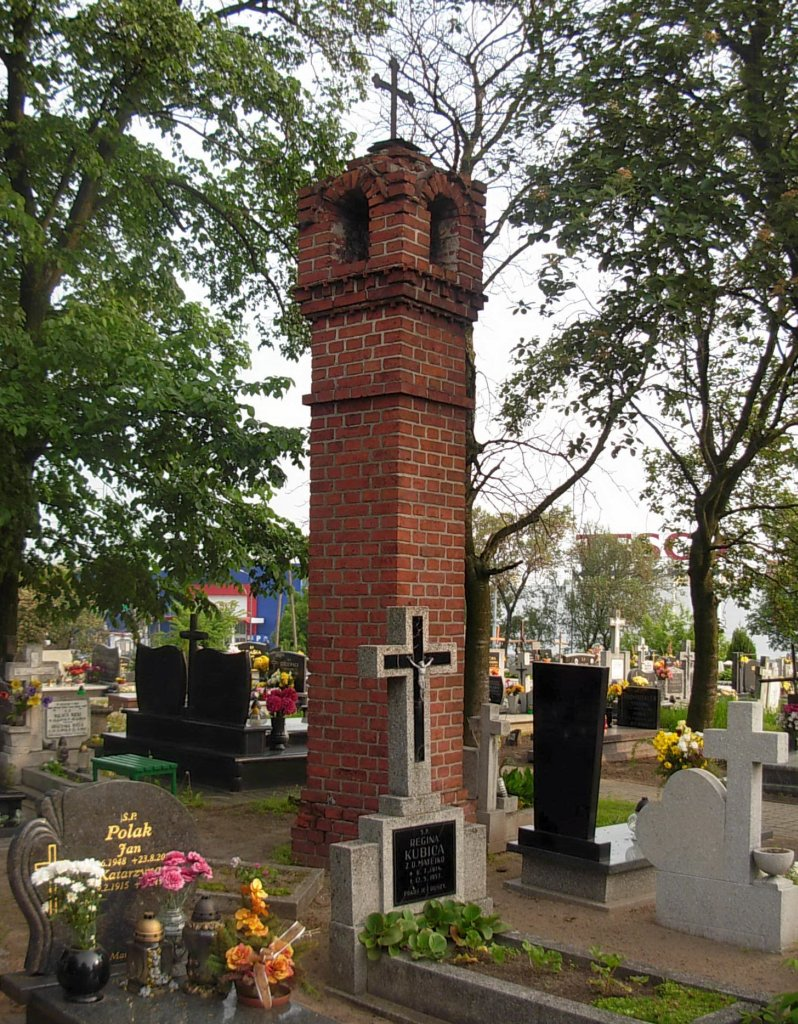
Stara kapliczka
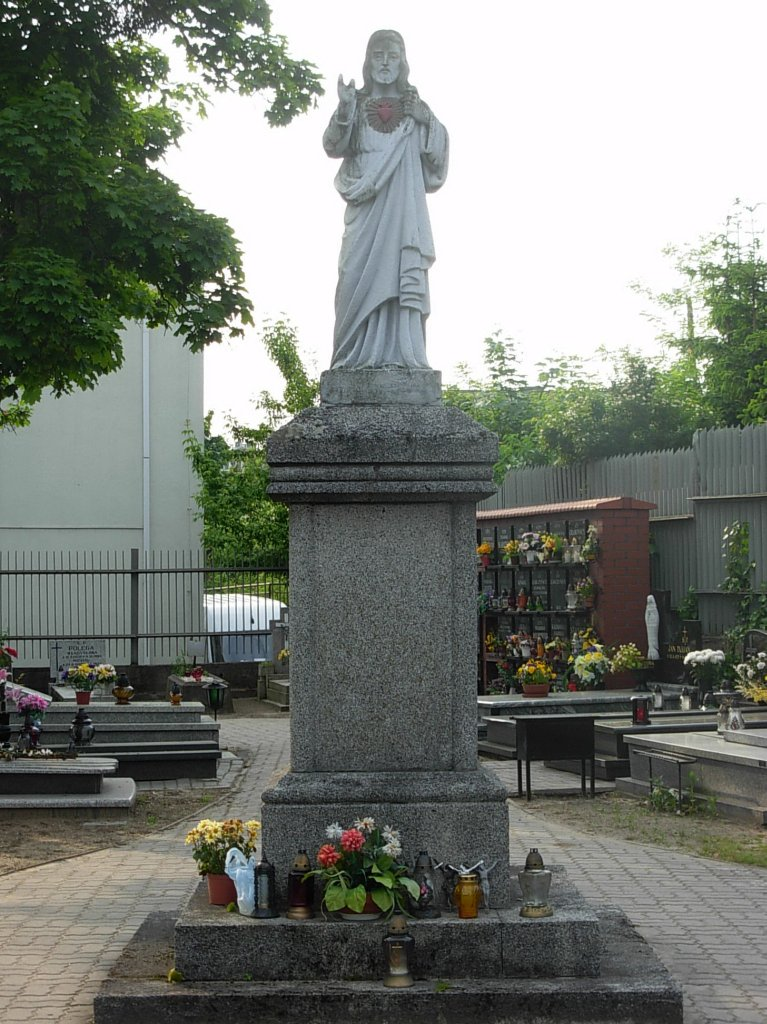
Pomnik Jezusa Chrystusa wystawiony 29 lipca 1929 r.
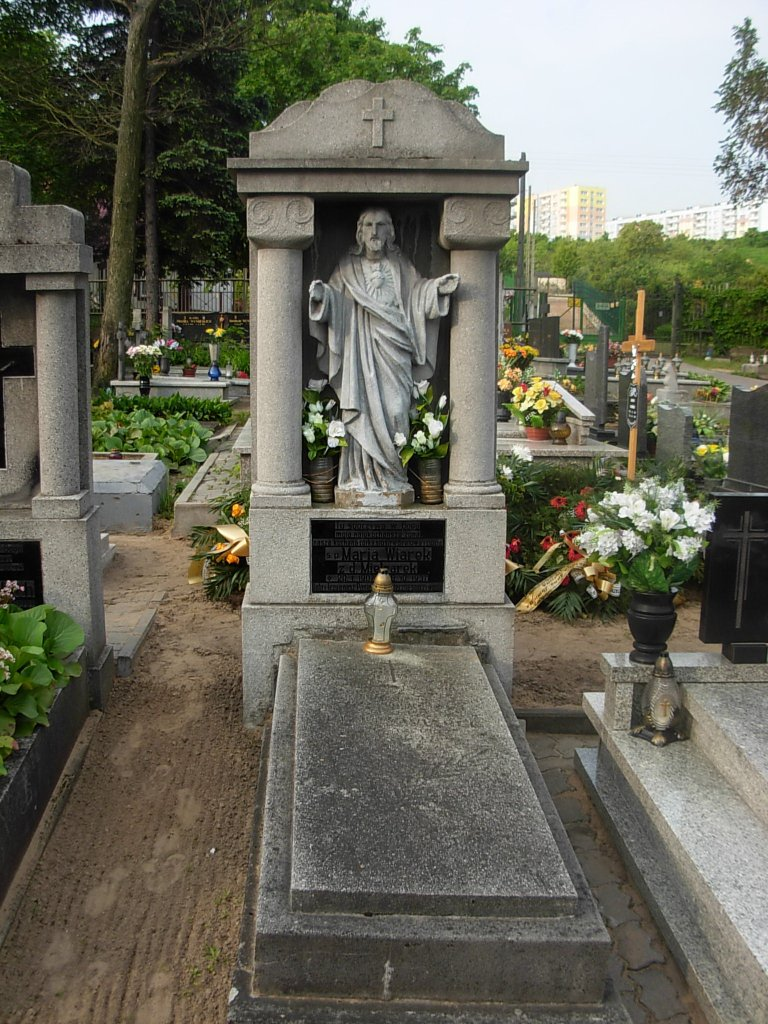
Stary nagrobek
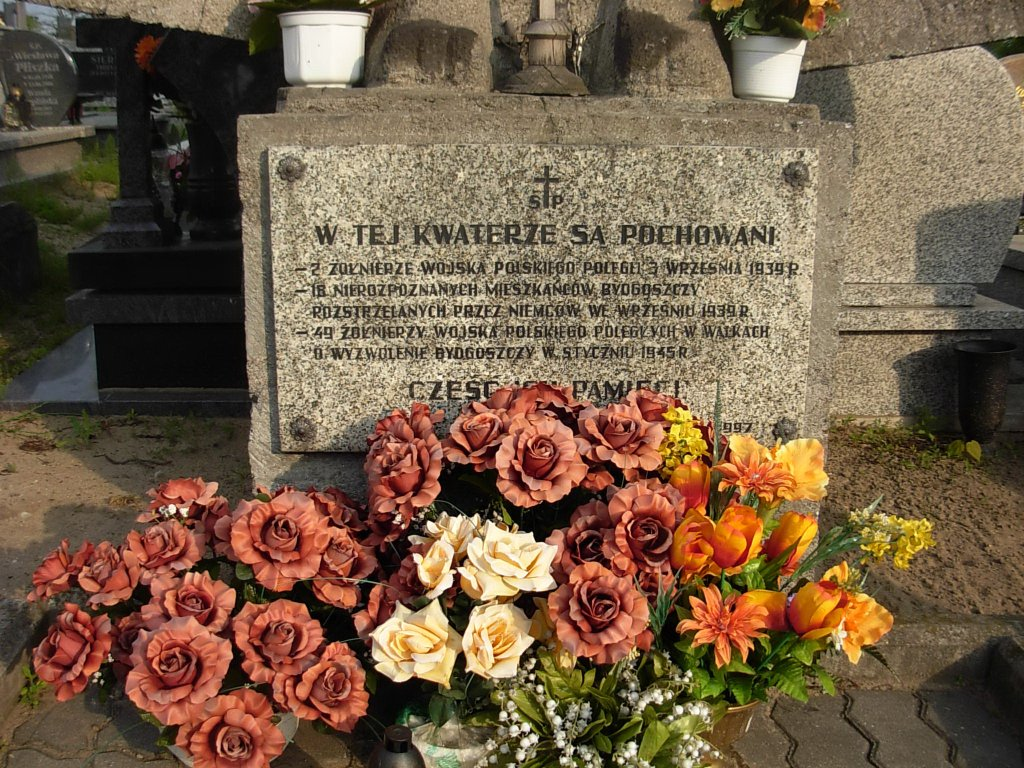
Tablica ku czci poległych na kwaterze żołnierskiej